# Tennie
Tennie est une commune française, située dans le département de la Sarthe en région Pays de la Loire, peuplée de 1 017 habitants.
La commune fait partie de la province historique du Maine, et se situe dans la Champagne mancelle.

## Géographie
|                  | Rouez               | Neuvillalais       |
| Parennes         | Tennie              | Conlie             |
| Saint-Symphorien | Bernay-en-Champagne | Neuvy-en-Champagne |

### Climat
Pour des articles plus généraux, voir Climat des Pays de la Loire et Climat de la Sarthe.
En 2010, le climat de la commune est de type climat océanique altéré, selon une étude du CNRS s'appuyant sur une série de données couvrant la période 1971-2000. En 2020, Météo-France publie une typologie des climats de la France métropolitaine dans laquelle la commune est exposée à un climat océanique et est dans la région climatique  Moyenne vallée de la Loire, caractérisée par une bonne insolation (1 850 h/an) et un été peu pluvieux. 
Pour la période 1971-2000, la température annuelle moyenne est de 11 °C, avec une amplitude thermique annuelle de 14 °C. Le cumul annuel moyen de précipitations est de 734 mm, avec 12,1 jours de précipitations en janvier et 7,1 jours en juillet. Pour la période 1991-2020, la température moyenne annuelle observée sur la station météorologique de Météo-France la plus proche, sur la commune de Rouessé-Vassé à 11 km à vol d'oiseau, est de 11,7 °C et le cumul annuel moyen de précipitations est de 806,9 mm,. Pour l'avenir, les paramètres climatiques de la commune estimés pour 2050 selon différents scénarios d'émission de gaz à effet de serre sont consultables sur un site dédié publié par Météo-France en novembre 2022.

## Urbanisme

### Typologie
Au 1er janvier 2024, Tennie est catégorisée commune rurale à habitat dispersé, selon la nouvelle grille communale de densité à sept niveaux définie par l'Insee en 2022.
Elle est située hors unité urbaine. Par ailleurs la commune fait partie de l'aire d'attraction du Mans, dont elle est une commune de la couronne,. Cette aire, qui regroupe 144 communes, est catégorisée dans les aires de 200 000 à moins de 700 000 habitants,.

### Occupation des sols
L'occupation des sols de la commune, telle qu'elle ressort de la base de données européenne d’occupation biophysique des sols Corine Land Cover (CLC), est marquée par l'importance des territoires agricoles (95,8 % en 2018), une proportion sensiblement équivalente à celle de 1990 (95,9 %). La répartition détaillée en 2018 est la suivante : 
terres arables (50,9 %), prairies (42,9 %), forêts (2,8 %), zones agricoles hétérogènes (2 %), zones urbanisées (1,4 %). L'évolution de l’occupation des sols de la commune et de ses infrastructures peut être observée sur les différentes représentations cartographiques du territoire : la carte de Cassini (XVIIIe siècle), la carte d'état-major (1820-1866) et les cartes ou photos aériennes de l'IGN pour la période actuelle (1950 à aujourd'hui).

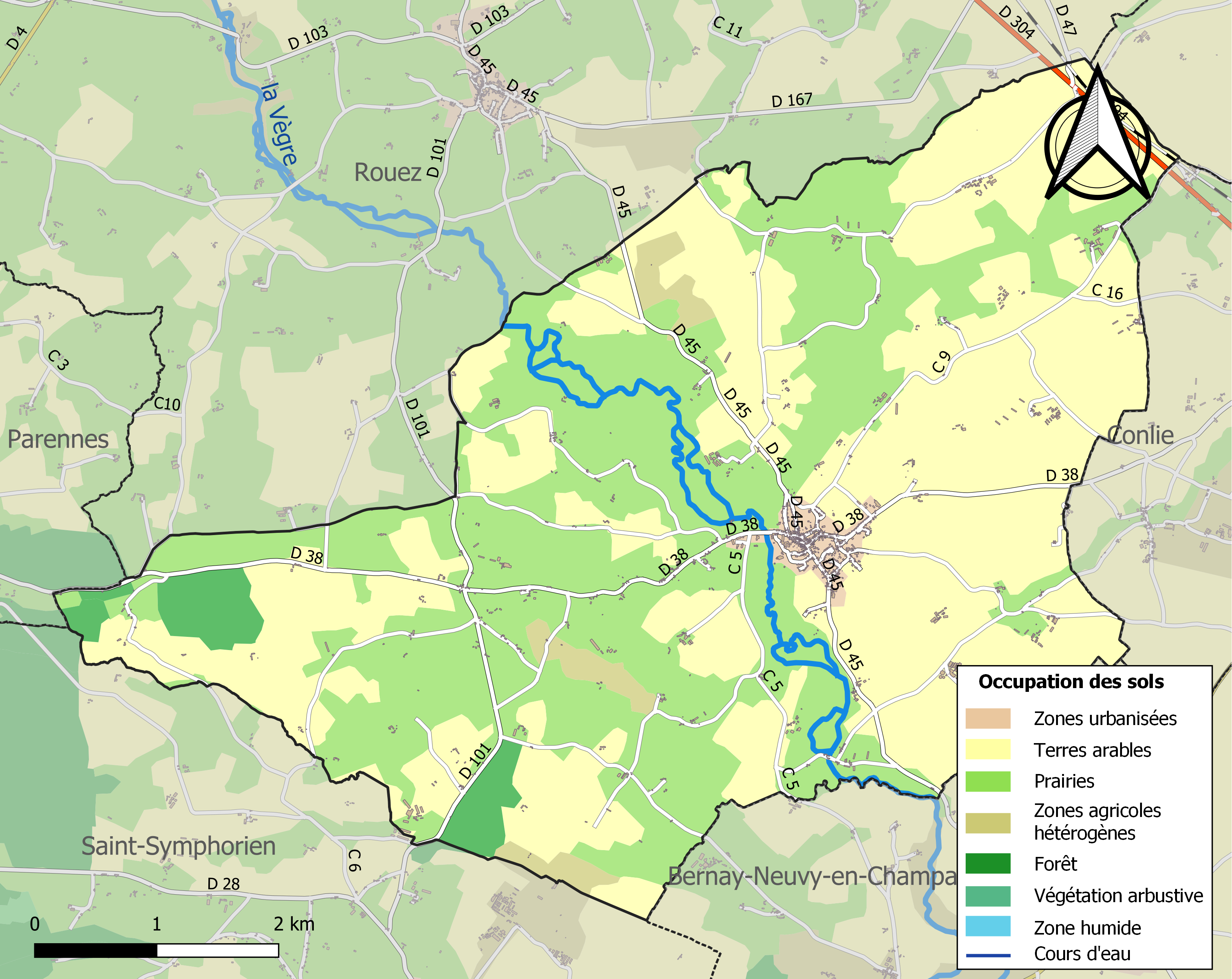
Carte des infrastructures et de l'occupation des sols de la commune en 2018 (CLC).

## Toponymie
Du gaulois tanno  (« chêne vert »), de Tannetum : « lieu planté de chênes, chênaie » (< cassinetum), autre terme celtique pour le chêne (Cf. breton glas-tennen sorte de chêne) qui survit en français dans le mot « tan » écorce de chêne réduite en poudre pour « tanner » le cuir. Au XVIIe siècle, on trouve souvent l'orthographe Tannie sur les actes paroissiaux et aujourd'hui encore Tennie se prononce \ta.ni\[réf. nécessaire]. 
Autres lieux : Tanis (Manche), Saint-Jean-du-Thenney (Eure).
Le gentilé est Tennisien.

## Héraldique
| Armes de Tennie | Les armoiries de Tennie se blasonnent ainsi : Fascé de quatre pièces, chacune taillée d'argent et de sable. |

## Politique et administration

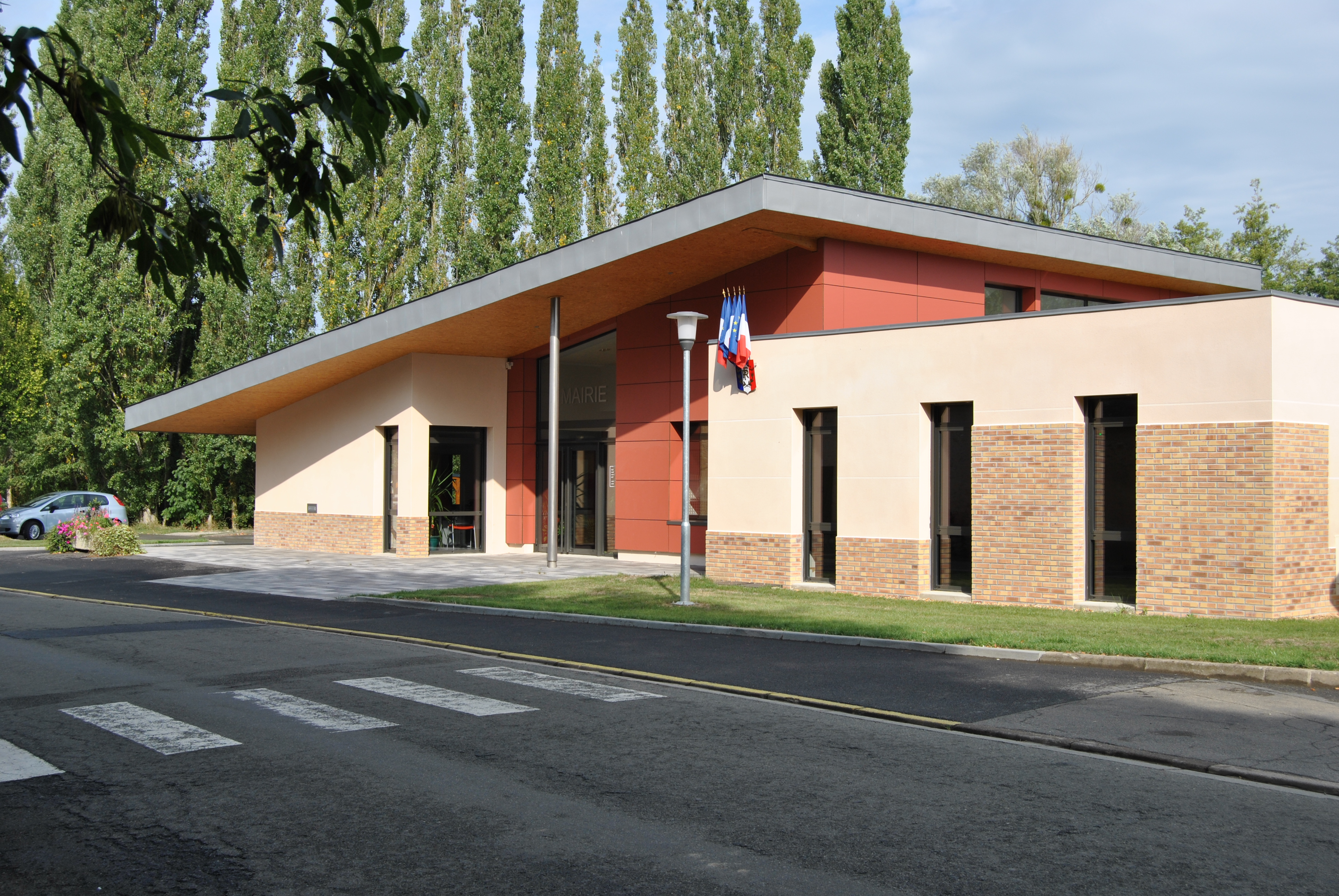
La mairie.

| Période                                  | Période   | Identité            | Étiquette | Qualité     |
| ---------------------------------------- | --------- | ------------------- | --------- | ----------- |
| 1971                                     | mars 2008 | Michel Patry (père) | SE        | Agriculteur |
| mars 2008                                | mai 2020  | Michel Bidon        | SE        | Retraité    |
| mai 2020                                 | En cours  | Michel Patry (fils) | SE        | Retraité    |
| Les données manquantes sont à compléter. |           |                     |           |             |

## Démographie
L'évolution du nombre d'habitants est connue à travers les recensements de la population effectués dans la commune depuis 1793. Pour les communes de moins de 10 000 habitants, une enquête de recensement portant sur toute la population est réalisée tous les cinq ans, les populations de référence des années intermédiaires étant quant à elles estimées par interpolation ou extrapolation. Pour la commune, le premier recensement exhaustif entrant dans le cadre du nouveau dispositif a été réalisé en 2007.
En 2022, la commune comptait 1 017 habitants, en évolution de −5,83 % par rapport à 2016 (Sarthe : −0,25 %, France hors Mayotte : +2,11 %).
| 1793  | 1800  | 1806  | 1821  | 1831  | 1836  | 1841  | 1846  | 1851  |
| ----- | ----- | ----- | ----- | ----- | ----- | ----- | ----- | ----- |
| 1 442 | 1 779 | 1 710 | 1 845 | 1 982 | 1 966 | 1 967 | 1 972 | 2 021 |

| 1856  | 1861  | 1866  | 1872  | 1876  | 1881  | 1886  | 1891  | 1896  |
| ----- | ----- | ----- | ----- | ----- | ----- | ----- | ----- | ----- |
| 2 022 | 1 969 | 1 922 | 1 852 | 1 816 | 1 691 | 1 648 | 1 571 | 1 513 |

| 1901  | 1906  | 1911  | 1921  | 1926  | 1931  | 1936  | 1946  | 1954  |
| ----- | ----- | ----- | ----- | ----- | ----- | ----- | ----- | ----- |
| 1 535 | 1 589 | 1 512 | 1 314 | 1 281 | 1 231 | 1 258 | 1 249 | 1 127 |

| 1962  | 1968  | 1975 | 1982 | 1990 | 1999 | 2006  | 2007  | 2012  |
| ----- | ----- | ---- | ---- | ---- | ---- | ----- | ----- | ----- |
| 1 077 | 1 017 | 846  | 829  | 850  | 978  | 1 005 | 1 009 | 1 098 |

| 2017  | 2022  | - | - | - | - | - | - | - |
| ----- | ----- | - | - | - | - | - | - | - |
| 1 057 | 1 017 | - | - | - | - | - | - | - |

## Économie
- Élevage de poulets en plein air essentiellement nourris au grain.

## Lieux et monuments
- Ruines du château fort médiéval[25].

### Patrimoine religieux

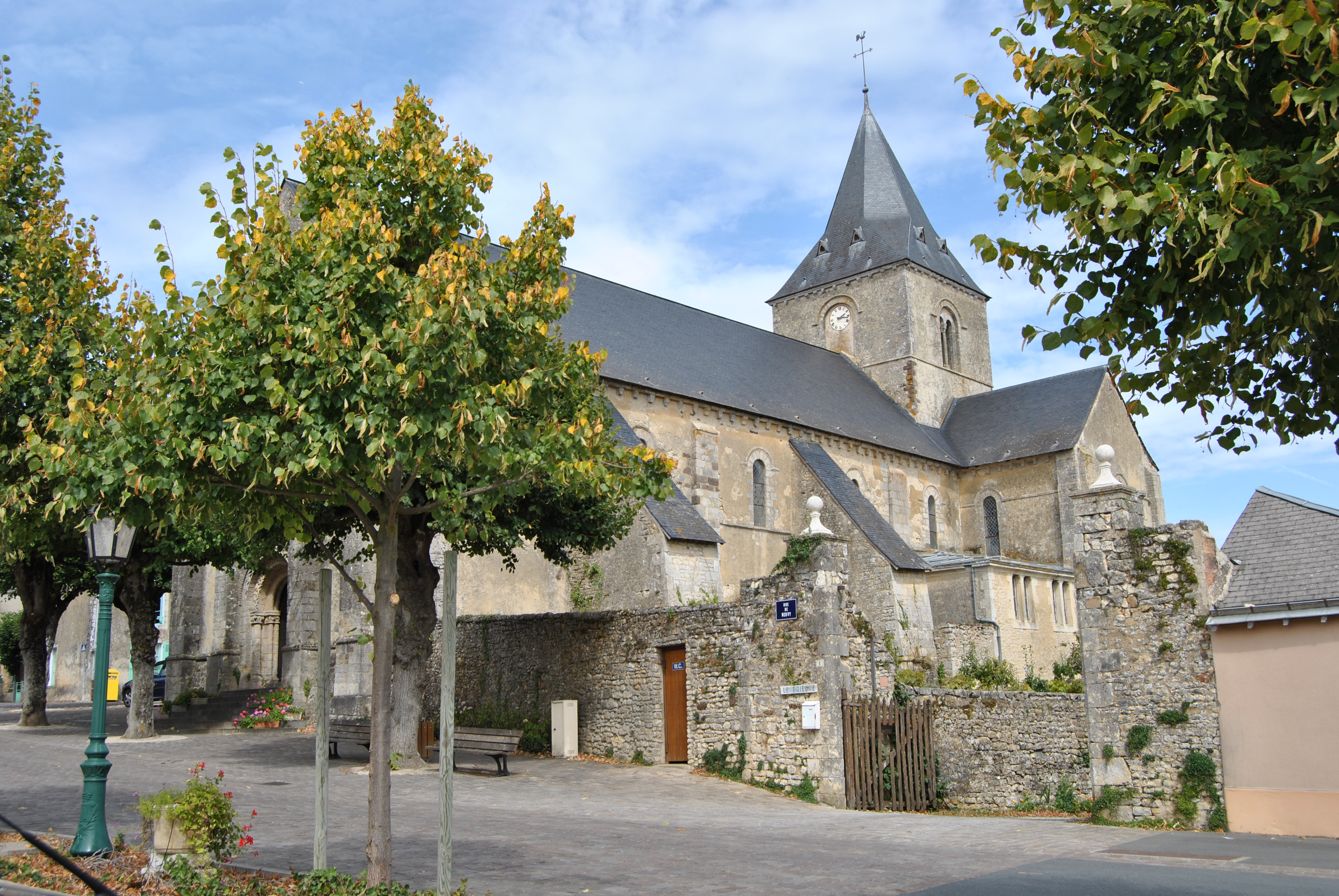
L'église Saint-Corneille-et-Saint-Cyprien.

- Église romane Saint-Corneille-et-Saint-Cyprien des XIe et XIIe siècles avec un portail sculpté du XIVe siècle, classée au titre des monuments historiques depuis 1912[26].

## Activité et manifestations
- Festival de la force (premier dimanche d'août).
- Festival Oxyjeunes (festival de musique, fin août).
- Feux de la Saint-Jean.
- Tour de la Sarthe cyclotouriste CCV Tennie (week-end de la Pentecôte).
- La route des Monts cyclotouriste CCV Tennie (3e dimanche d'avril).